# HC Klein Zwitserland
 (mai 2022).
Si vous disposez d'ouvrages ou d'articles de référence ou si vous connaissez des sites web de qualité traitant du thème abordé ici, merci de compléter l'article en donnant les références utiles à sa vérifiabilité et en les liant à la section « Notes et références ».
Maillots
Le Hockey Club Klein Zwitserland, communément appelé Klein Zwitserland, est un club néerlandais de hockey sur gazon basé à La Haye, Hollande-Méridionale.
Les équipes premières féminines et masculines participent à la Hoofdklasse, la plus haute ligue néerlandaise de hockey sur gazon.
Le club a été fondé le 20 septembre 1908. Ils ont connu un succès incroyable dans les années 1970, remportant 8 titres nationaux d'affilée. La première équipe masculine a joué sans interruption au plus haut niveau du hockey néerlandais de 1974 à 2007. Après avoir promu deux fois de suite, ils sont de retour dans la Hoofdklasse depuis 2018.

## Honneurs

### Hommes
Hoofdklasse
- Champions (8): 1976–1977, 1977–1978, 1978–1979, 1979–1980, 1980–1981, 1981–1982, 1982–1983, 1983–1984
- Vice-champions (2): 1974–1975, 1975–1976

Coupe d'Europe de hockey sur gazon des clubs champions
- Champions (2): 1979, 1981
- Vice-champions (4): 1980, 1982, 1983, 1985

Hoofdklasse en salle
- Champions (2): 1974-1975, 1982-1983